# Wenzel Hagelstam

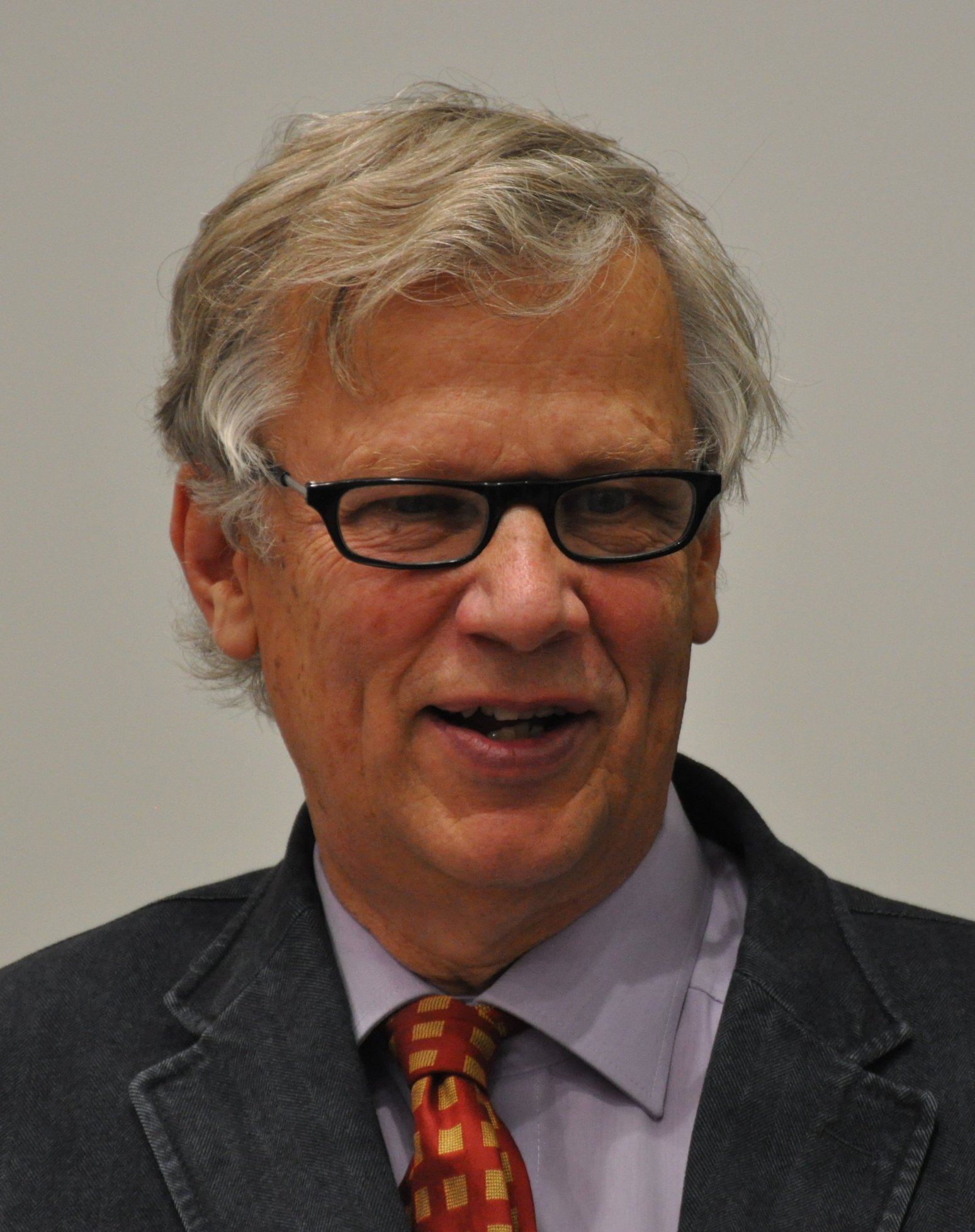
Wenzel Hagelstam

Wenzel Magnus Fabian Hagelstam, född 1 januari 1941 i Helsingfors, är en finländsk företagare och antikexpert.
Hagelstam är vd för familjeföretaget Hagelstams auktioner, som är en av de ledande aktörerna på auktionsmarknaden i Helsingfors. Stor popularitet har han nått genom sin medverkan i TV-program Antiikkia, antiikkia om antikviteter (en finländsk version av Antikrundan). Hans Suuri antiikkikirja (1991) och Uusi antiikkikirja (2003) är standardverk för antikintresserade.
Hagelstam har även utgivit boken Vårt Helsingfors (2007) i vilken han beskriver olika miljöer i staden. Boken har utkommit även på finska och engelska.